# Новоселец
Новоселец је насељено место у општини Криж, Хрватска. До нове територијалне организације у Хрватској, налазило се у саставу бивше велике општине Иванић Град.

## Становништво
На попису становништва 2011. године, Новоселец је имао 1.362 становника.

## Попис1991.
На попису становништва 1991. године, насељено место Новоселец је имало 1.595 становника, следећег националног састава:
| Попис 1991.‍   | Попис 1991.‍  | Попис 1991.‍ | Попис 1991.‍ | Попис 1991.‍ |
| ------------- | ------------ | ----------- | ----------- | ----------- |
|               |              |             |             |             |
| Хрвати        | Хрвати       |             | 1.443       | 90,47%      |
| Срби          | Срби         |             | 45          | 2,82%       |
| Југословени   | Југословени  |             | 26          | 1,63%       |
| Чеси          | Чеси         |             | 14          | 0,87%       |
| Муслимани     | Муслимани    |             | 4           | 0,25%       |
| Словенци      | Словенци     |             | 3           | 0,18%       |
| Македонци     | Македонци    |             | 2           | 0,12%       |
| неопредељени  | неопредељени |             | 20          | 1,25%       |
| регион. опр.  | регион. опр. |             | 2           | 0,12%       |
| непознато     | непознато    |             | 36          | 2,25%       |
| укупно: 1.595 |              |             |             |             |